# Brian Selznick
Brian Selznick (East Brunswick, 14 luglio 1966) è un illustratore e scrittore statunitense.

## Biografia
Selznick è nato a East Brunswick Township, New Jersey. Laureatosi presso la Rhode Island School of Design, lavora per tre anni nel negozio di libri per l'infanzia Eeyore a Manhattan mentre lavora al suo primo libro, The Houdini Box.
Selznick ha ricevuto nel 2008 la medaglia Caldecott per La straordinaria invenzione di Hugo Cabret. Ha vinto anche il premio d'onore Caldecott per I dinosauri di Waterhouse Hawkins nel 2002. Altri premi includono il Premio Texas Bluebonnet, il Premio per libri per l'infanzia del Rhode Island, e il Premio Christopher.

Selznick cita Maurice Sendak, autore di Nel paese dei mostri selvaggi, e Remy Charlip (1929–2012), autore di Fortunately, per la forte influenza nei suoi rivoluzionari libri La straordinaria invenzione di Hugo Cabret e La stanza delle meraviglie.

## Opere
- Il segreto di Houdini (Mondadori 2014) (The Houdini Box, 1991)
- Il re robot (inedito in Italia) (The Robot King, 1995)
- Il ragazzo dai mille volti (inedito in Italia) (The Boy of a Thousand Faces, 2000)
- La straordinaria invenzione di Hugo Cabret (Mondadori 2007) (The Invention of Hugo Cabret, 2007)
- La stanza delle meraviglie (Mondadori 2012) (Wonderstruck, 2011)
- Il tesoro dei Marvel (Mondadori, 15 marzo 2016) (The Marvels, 2015)
- La scimmietta detective (Mondadori, 11 giugno 2019) (Baby Monkey, Private Eye, 2018) - con David Serlin
- Caleidoscopio (Mondadori, 30 agosto 2022) (Kaleidoscope, 21 settembre 2021)
- Grande albero e il sogno del mondo (Mondadori, 4 luglio 2023) (Big tree, aprile 2023)

## Adattamenti cinematografici
Dal romanzo La straordinaria invenzione di Hugo Cabret è stato tratto il film in 3D del 2011 Hugo Cabret (Hugo), diretto da Martin Scorsese e vincitore di 5 premi Oscar, dove Hugo è interpretato da Asa Butterfield, Isabelle da Chloë Grace Moretz e Georges Méliès da Ben Kingsley.
Dal romanzo La stanza delle meraviglie è tratto l'omonimo film del 2017, diretto da Todd Haynes con Oakes Fegley, Julianne Moore, Michelle Williams e Millicent Simmonds.

## Illustrazioni di libri
- Amelia and Eleanor Go for a Ride: Based on a True Story, di Pam Muñoz Ryan
- Barnyard Prayers (2000), di Laura Godwin
- The Boy Who Longed for a Lift (1997), di Norma Farber
- The Dinosaurs of Waterhouse Hawkins (2001), di Barbara Kerley
- Doll Face has a party! (1994), di Pam Conrad
- The Doll People (2000), di Ann M. Martin e Laura Godwin
- The Dulcimer Boy (1979), di Tor Seidler
- Drilla (Frindle) , di Andrew Clements
- The Landry News, di Andrew Clements (illustrazioni dell'edizione paperback)
- Lunch Money, di Andrew Clements
- Marly's Ghost (2006), di David Levithan
- The Meanest Doll in the World (2003),  di Ann M. Martin e Laura Godwin
- Our House: Stories of Levittown, di Pam Conrad
- Riding Freedom (1998), di Pam Muñoz Ryan
- The Runaway Dolls (2008), di Ann M. Martin e Laura Godwin
- The School Story (2001), di Andrew Clements
- Walt Whitman: Words for America (2004), di Barbara Kerley
- When Marian Sang, di Pam Muñoz Ryan
- Wingwalker, di Rosemary Wells
- l'edizione del 2018 di Harry Potter, di J. K. Rowling